# Munchkin
Munchkin és un joc de cartes de baralla dedicada creat per Steve Jackson Games, escrit per Steve Jackson i il·lustrat per John Kovalic. És una visió divertida dels jocs de rol, basada en el concepte de munchkins (jugadors de rol immadurs, que només juguen per "guanyar" amb el personatge més poderós possible).
Munchkin va guanyar el Premi Origins del 2001 al millor joc de cartes tradicionals, i és un derivat de The Munchkin's Guide to Powergaming, un llibre d'humor de videojocs que també va guanyar el Premi Origins el 2000.
Després de l'èxit del joc original de Munchkin es van publicar diversos paquets d'expansió i seqüeles. Actualment disponible en 15 idiomes diferents, Munchkin va representar més del 70% de les vendes del 2007 de Steve Jackson Games.

## Joc

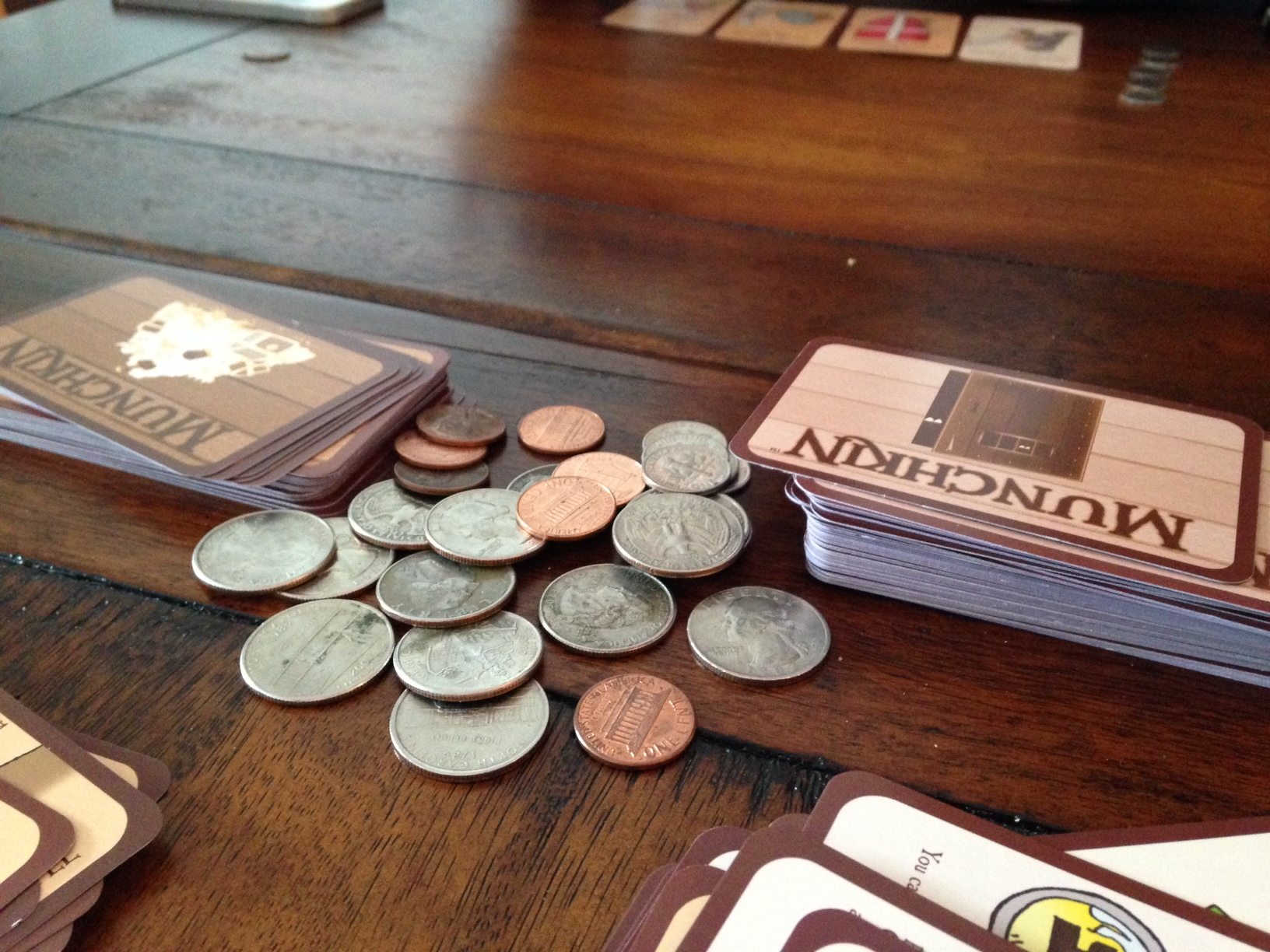
Un joc de Munchkin que sestà jugant, amb les monedes que sutilitzen per indicar nivells.

A Munchkin, tots els jugadors comencen al nivell 1, amb l'objectiu d'assolir el nivell 10 (o el nivell 20 en els jocs de nivell èpic). Els jugadors progressen principalment matant monstres i augmenten de nivell cada vegada que maten un monstre. No obstant això, els jugadors poden utilitzar lliurement cartes contra monstres i altres jugadors durant el joc, cosa que els permet assistir o sabotejar els altres durant el seu torn. El torn de cada persona comença quan "dona peu a la porta" prenent la carta de la pila de la porta cap amunt. Una carta de la porta pot ser un dels tipus següents: una carta de monstre, que el jugador ha de participar lluitant o fugint; una carta de maledicció, que aplica un efecte; o una carta d'objecte, una carta o una carta de classe, que el jugador afegeix a la seva mà. Si la carta robada no és una carta de monstre, el jugador pot "saquejar l'habitació" robant una carta de la porta cap per avall i afegir-la a la mà, o bé "buscar problemes" jugant una carta de monstre de la seva mà per lluitar-hi.
Quan es lluita contra un monstre, el nivell total del jugador (i de qualsevol jugador de suport) es pesa contra el nivell total del (s) monstre (s) per determinar el vencedor. Un jugador amb èxit treu la quantitat indicada de cartes del tresor i puja de 1 a 2 nivells, però un personatge fallit ha de tirar els daus per intentar fugir; els jugadors que no aconsegueixen tirar un cinc o sis pateixen els efectes negatius del monstre ("coses dolentes") o moren. En cas que un jugador mori, el seu torn finalitza immediatament i descarten la mà, mantenint el nivell del jugador però traient una mà nova per a l'equip.
A causa de la naturalesa altament competitiva del joc i la presència de cartes que infringeixen les regles, es recomana als jugadors que facin servir tàctiques injustes contra els altres, que actuïn mercenàriament per a si mateixos a costa dels altres o que utilitzin cartes de trampes per afectar els resultats (com cartes per manipular la tirada dels daus). Al llarg del torn d'un jugador, altres poden intervenir lliurement: poden esborrar o descongestionar passivament el jugador o els monstres per alterar el resultat; jugar a cartes de monstres de tipus coincident per dificultar la batalla; o bé oferir ajuda al jugador, normalment a canvi de cartes del tresor.
Altres cartes que poden entrar en joc són objectes, que es poden utilitzar en combat, Targetes del Tresor, que actuen com a botí i equipament venible, i Cartes de Maledicció, que apliquen efectes. A més, els jugadors poden equipar certes cartes (com ara armadures i armes) per augmentar el seu nivell total i matar monstres més forts, i poden utilitzar cartes de classe i cartes de cursa per atorgar habilitats o avantatges addicionals a costa duna debilitat equilibrada; per exemple, la cursa dels elfs pot pujar de nivell quan ajuda els altres a matar monstres, però rebrà danys addicionals als repugnants enemics.
Els jocs estàndard solen durar aproximadament una hora, i el joc finalitza un cop un jugador arriba al nivell objectiu i guanya el partit. A part de derrotar els monstres, els jugadors poden progressar per mitjans indirectes, com ara vendre cartes (amb cada 1.000 dOr sobre la suma total que atorga un nivell) o jugant a cartes danivellament especials. La majoria de jocs no permeten la victòria mitjançant mètodes indirectes, és a dir, només lluitar contra un monstre pot guanyar la partida. Hi ha algunes excepcions, però, com quan un jugador utilitza cartes que expliquen específicament que anul·len les regles.

## Variants, expansions i accessoris

### Variants
Aquestes són les edicions temàtiques de "box set" de MUNCHKIN que s'han llançat. (El tema general parodiat en cada variant està descrit en el subtítol) Cadascun és una versió independent que es pot jugar per separat o combinar-se amb qualsevol altra versió per a un joc més ampli. La majoria d'aquestes edicions van ser il·lustrades per John Kovalic, tot i que algunes van ser realitzades per altres artistes (que sanoten si escau). Alguns dells shan publicat en versions Deluxe (que inclouen un tauler de joc i mòbils per fer un seguiment dels nivells) i / o Guest Artist Editions (dibuixades amb art nou per artistes diferents dels que originalment els van dibuixar). Algunes versions han estat coproduïdes amb USAopoly i / o IDW Games, i inclouen "cartes de personatges" que atorguen poders inicials i fan un seguiment dels nivells. Aquests jocs es denoten amb un " (U) " o un " (I) " després de la descripció, respectivament.
- The Good, the Bad and the Munchkin (pel·lícules occidentals i història de "Wild West")
- Moop's Monster Mashup (un mag boig combina animals en noves criatures; art d'Ian McGinty)
- Munchkin (l'edició original); també disponible en edicions Deluxe Edition i Guest Artist d'Ian McGinty i Edwin Huang
- Munchkin Adventure Time (basat en la sèrie animada Cartoon Network; art de la sèrie i basat en la sèrie) (U)
- Munchkin Apocalypse ("Fi del món"); també a Guest Artist Edition de Len Peralta
- Munchkin Axe Cop (basat en el còmic web d'Ethan Nicolle; art de l'autor)
- Munchkin Bites! (Pel·lícules de terror i "monstres")
- Munchkin Booty (Pirata i "High Seas" Adventure); també a Guest Artist Edition de Tom Siddell
- Munchkin Christmas Lite (un conjunt introductori més petit temàtic de les vacances de desembre)
- Munchkin Conan (basat en l'heroi de l'acció literària)
- Munchkin Crazy Cooks (els xefs lluiten a la cuina; els jugadors poden guanyar nivells matant monstres O adquirint i convertint fitxes alimentàries)
- Munchkin Cthulhu (les obres de H.P. Lovecraft); també a Guest Artist Edition de Katie Cook
- Munchkin Disney DuckTales (basat en la sèrie animada original; art de la sèrie i basat en la sèrie) (U)
- Munchkin Fu (arts marcials i cinema asiàtic; art de Greg Hyland); també a Guest Artist Edition de John Kovalic
- Munchkin Grimm Tidings (un conjunt introductori més petit temàtic dels personatges de les històries dels germans Grimm)
- Munchkin Harry Potter Deluxe (basat en les novel·les / pel·lícules de Harry Potter de J.K. Rowling)
- Munchkin Impossible (pel·lícules despies i intrigues)
- Munchkin Legends (clàssics herois i monstres llegendaris); també a les versions Deluxe Edition i Guest Artist Edition de Mike Luckas
- Munchkin Lite (un conjunt introductori més petit basat en el Munchkin original)
- Munchkin Magical Mess (una "seqüela" de Monster Mashup de Moop; art d'Ian McGinty)
- Munchkin Marvel (els herois i els dolents de l'univers còmic de Marvel; art de diversos artistes de Marvel) (U)
- Munchkin The Nightmare Before Christmas (basat en la pel·lícula danimació stop-motion de Tim Burton; art basat en la pel·lícula) (U)
- Munchkin Oz (basat en El meravellós mag d'Oz de L. Frank Baum i les seves seqüeles); també a Guest Artist Edition de Katie Cook
- Munchkin Pathfinder (basat en la sèrie de jocs de rol); també a les edicions Deluxe i Guest Artist Edition de Shane White
- Munchkin Rick and Morty (basat en la sèrie d'animació Adult Swim; art de i basat en la sèrie) (U)
- Munchkin Shakespeare (basat en els personatges creats per "el Bard"); també en Edició Deluxe
- Munchkin Spell Skool (un joc introductori més petit temàtic per als estudiants duna escola de màgia fictícia; art de Katie Cook)
- Munchkin Starfinder (basat en la sèrie de jocs de rol; art de Howard Tayler); també a Kickstarter Edició "I Want It All"
- Munchkin Steampunk (Technomages del segle XIX; art de Phil Foglio); també en Edició Deluxe
- Munchkin Tails (amb animals antropomòrfics; art de Katie Cook) (llançament al juny del 2020)
- Munchkin Teenage Mutant Ninja Turtles (versió temàtica TMNT); també disponible en Deluxe (I)
- Munchkin Warhammer 40.000 (basat en el joc de guerra en miniatura)
- Munchkin Warhammer: Age of Sigmar (basat en el joc de guerra en miniatura)
- Munchkin X-Men (un conjunt introductori més petit per al professor X i els seus equips dalumnes mutants; art de diversos artistes de Marvel) (U)
- Munchkin Zombies (No-morts lluiten contra els vius); també a Deluxe Edition i Guest Artist Edition de Greg Hyland
- Star Munchkin (tema de ciència-ficció); també a les edicions Deluxe i Guest Artist Edition de Len Peralta
- Super Munchkin (superherois i súper vilans); també a Edicions dartistes convidats d Art Baltazar i Lar de Souza

### Expansions
Es tracta de conjunts "add-on" que no es volen jugar per separat, sinó conjuntament amb els jocs base de cartes. Inclouen expansions completament en caixa (normalment de més de 50 cartes) i "packs de reforç" (menys de 50 cartes). Alguns són específics d'un conjunt, on d'altres es poden afegir a qualsevol conjunt o poden ajudar a combinar conjunts de jocs per a una experiència de joc ampliada.
Expansions específiques del conjunt
- El bo, el dolent i el Munchkin 2: batre un cavall mort
- Munchkin 2 - Unnatural Axe
- Munchkin 3 - Errors administratius
- Munchkin 4 - Need for Steed
- Munchkin 5 - DeRanged
- Munchkin 6 - Calabossos Demented
- Munchkin 6.5 - Tombs terribles
  - NOTA: Les extensions 6 i 6.5 es van combinar i es van tornar a publicar com a Munchkin 6 - Double Dungeons.
- Munchkin 7: més bones cartes
  - Munchkin 7 - Truc amb les dues mans (un llançament combinat de Munchkin Blender i More Good Cards)
- Munchkin 8 - Half Horse, viatjarà
- Munchkin 9 - Jurassic Snark
- Munchkin Rigged demo
- Munchkin Adventure Time 2: és un Dungeon Crawl.
- Munchkin Apocalypse 2 - Impact Sheep
  - NOTA: Len Peralta també la va fer com a Guest Artist Edition.
- Munchkin Apocalypse: Judge Dredd
- Munchkin Apocalypse: Mars Attacks!
- Munchkin Bites! 2 - Pantalons macabres
- Munchkin Booty 2: Saltar el tauró
- Munchkin Booty: Fish & Ships
- Munchkin Cthulhu 2 - Crida de Cowthulhu
- Munchkin Cthulhu 3 - La volta indescriptible
- Munchkin Cthulhu 4 - Cavernes esbojarrades
- Munchkin Cthulhu: Sanity Check
- Munchkin Cthulhu Demo maleida
- Munchkin Deadpool: Just Deadpool (Booster Pack amb temàtica MARVEL)
- Munchkin Fu 2 - Monky Business
- Munchkin Legends 2 - Faun i jocs
- Munchkin Legends 3: gravats de mites
- Munchkin Marvel 2 - Mystic Mayhem
- Munchkin Marvel 3 - Cosmic Chaos
- Munchkin Oz 2 - Raid de maons grocs
- Munchkin Pathfinder 2 - Guns and Razzes
- Munchkin Pathfinder 3 - Odd Ventures (data de sortida el març de 2020)
- Munchkin Pathfinder: Gobsmacked!
- Munchkin Pathfinder: Veritablement desconcertant
- Compromís limitat de Munchkin Shakespeare
- Demostració de Munchkin Shakespeare
- Munchkin Starfinder 2 - Lluny
- Munchkin Steampunk: Girl Genius
- Munchkin Warhammer 40.000 - Fe i poder de foc
- Munchkin Warhammer 40.000 - Savagery and Sorcery
- Munchkin Warhammer Age of Sigmar - Chaos and Order (es preveu el maig de 2020)
- Munchkin Warhammer Age of Sigmar - Mort i destrucció
- Munchkin Zombies 2: armat i perillós
- Munchkin Zombies 3 - Hideous Hideouts
- Munchkin Zombies 4 - Recanvis
- Munchkin Zombies: The Walking Dead
- Zombis de Munchkin: errors greus
- Star Munchkin 2 - The Clown Wars
- Star Munchkin 3 - Impunitat diplomàtica
- Star Munchkin: vaixells espacials
- Star Munchkin: demostració còsmica
- Star Munchkin: Landing Party (data de sortida març 2020)
- Super Munchkin 2 - The Narrow S Cape

Expansions no específiques del conjunt
Expansions genèriques
Estan pensats per ser utilitzats amb qualsevol conjunt base i poden tenir o no un revers únic de la targeta.
- Munchkin Blender
- Munchkin Clowns
- Munchkin Conan the Barbarian (Booster Pack" publicat abans del conjunt base CONAN)
- Munchkin Curses
- Munchkin Dragons
- Munchkin Fairy Dust
- Munchkin The Guild
- Munchkin Game Changers
- Munchkin Hipsters
- Munchkin Kittens
- Munchkin Knights
- Munchkin Marked For Death
- Munchkin Puppies
- Munchkin Undead
- Munchkin Red Dragon Inn

Ampliacions temàtiques de vacances
Aquests tenen respatllers originals de Munchkin, però es poden utilitzar amb qualsevol conjunt base.
- Munchkin Easter Eggs
- Munchkin Holidazed
- Munchkin Naughty & Nice
- Munchkin Reindeer Games
- Munchkin Santa's Revenge
- Munchkin Tricky Treats
- Munchkin Valentines
- Munchkin Waiting for Santa

Mixed expansions
Aquestes expansions contenen cartes per a diversos conjunts base.
- Exclusive Warehouse 23 Munchkin Booster 2010
- Exclusive Warehouse 23 Munchkin Booster 2011
- Exclusive Warehouse 23 Munchkin Booster 2012
- Exclusive Warehouse 23 Munchkin Booster 2013
- Exclusive Warehouse 23 Munchkin Booster 2014
- Munchkin Gets Promoted
- Munchkin Gets Promoted 2
- Munchkin Go Up a Level

Promocions
A més, shan publicat moltes targetes i marcadors promocionals per als diferents conjunts. Es tracta de targetes o adreces d'interès individuals (la majoria amb bons o efectes al joc) que normalment s'inclouen a les comandes de la botiga en línia (magatzem 23), disponibles amb ofertes especials o lliurades en esdeveniments per representants d'empreses i fans (també conegut com "Men In Black")).

### Accessoris
Es tracta delements de temàtica Munchkin, però que no sutilitzen necessàriament en el joc principal. Els articles amb aquesta temàtica poden incloure cartes exclusives per a determinats jocs, i també poden tenir efectes dins del joc quan es mantenen a prop de la zona de joc. Això inclou:
- Munchkin Boxes Of Holding & Monster Boxes (caixes d'emmagatzematge de cartes)
- Munchkin Kill-O-Meters (targetes de marcatge per fer un seguiment de les forces de combat)
- Munchkin Game Boards (s'utilitzen per fer un seguiment dels nivells)
- Munchkin Pawns (s'utilitzen conjuntament amb els taulers de joc)
- Munchkin Playmats (versions suaus dels taulers del joc amb forma de mousepad)
- Munchkin Dice Sets (D6 i D10 generalitzats i específics del conjunt)
- Munchkin Apparel (samarretes, polos, etc.)
- Munchkin Plushes (figuretes suaus de criatures i personatges del joc)
- The Munchkin Book (un recull dassaigs sobre el joc)

### Jocs temàtics deMunchkin
Es tracta de jocs relacionats amb lunivers Munchkin, però no segueixen les regles i els objectius exactes del tradicional joc de cartes Munchkin. Alguns són jocs de cartes i altres són jocs de taula / cartes combinats.

#### Publicat per Steve Jackson Games
- Munchkin Quest (joc de cartes / taulers combinat de quatre jugadors amb elements del joc de cartes Munchkin original)
  - Munchkin Quest 2 - Looking for Trouble (ampliació per a sis jugadors, a més d'habitacions, portes, monstres i cartes addicionals)
  - Munchkin Quest: Portal Kombat (afegeix portes "Portal" i més cartes)
- Munchkin Treasure Hunt (una versió simplificada del tauler / targeta infantil del joc original)
- Munchkin Wonderland (una reelaboració de Treasure Hunt temàtica en els llibres Alice de Lewis Carroll)

#### Publicat per altres empreses de jocs
- Munchkin Panic (basat en Castle Panic de Fireside Games)
- Munchkin Loot Letter (basada en Love Letter de Z-Man Games)
- Munchkin Gloom (basat en Gloom per Atlas Games)
- Smash Up: Munchkin (basat en Smash Up d Alderac Entertainment Group)

Munchkin Treasure Hunt i Munchkin Wonderland estan dirigits a nens a partir de 6 anys, permetent a les famílies amb nens petits gaudir dels jocs de Munchkin, mentre que els altres jocs de temàtica Munchkin són per a majors de 10 anys, com tots els altres jocs de Munchkin .

## Recepció
Una primera revisió a RPGnet considera Munchkin com un joc no gaire seriós; Les regles ho deixen clar amb frases com "Decidiu qui passa primer tirant els daus i discutint sobre els resultats i el significat d'aquesta frase i si el fet que una paraula sembli que falti algun efecte" i "Qualsevol controvèrsia a les regles shaurien de resoldre amb forts arguments amb el propietari del joc qui tindrà lúltima paraula. Hi ha moltes cartes que interactuen o es veuen afectades per una altra carta, tot i la raresa de les dues cartes que entren en joc (com la interacció entre Fowl Fiend i Chicken on Your Head o Sword of Slaying Everything, excepte Squid i Squidzilla).
A BoardGameGeek la puntuació mitjana dels usuaris és de 6/10. Tom Vasel, de The Dice Tower, va criticar el joc que Munchkin sentia que era massa car, que tenia una reproducció limitada i que tenia una experiència de joc deficient i ocasionalment tediosa.